# Agrostophyllum stenophyllum
Agrostophyllum stenophyllum är en orkidéart som beskrevs av Rudolf Schlechter. Agrostophyllum stenophyllum ingår i släktet Agrostophyllum och familjen orkidéer. Inga underarter finns listade i Catalogue of Life.